# Sveinbjörn Sveinbjörnsson
 (octobre 2012).
Si vous disposez d'ouvrages ou d'articles de référence ou si vous connaissez des sites web de qualité traitant du thème abordé ici, merci de compléter l'article en donnant les références utiles à sa vérifiabilité et en les liant à la section « Notes et références ».
Sveinbjörn Sveinbjörnsson est un compositeur islandais de musique romantique, né à Seltjarnarnes le 28 juin 1847 et mort à Copenhague le 23 février 1927. Il est connu hors des frontières de son pays pour avoir composé l'actuel hymne national islandais, le Lofsöngur.

## Biographie
Né l'année de la mort de Mendelssohn, Sveinbjörn Sveinbjörnsson devient l'élève de Carl Reinecke. Il sera influencé par la musique allemande ainsi que par la musique du compositeur danois Niels Gade qu'il entend en 1869.
Sveinbjörnsson reçoit une éducation soignée. Son père, membre du parlement, amène un piano au domicile familial en 1855 mais meurt l'année suivante. Sveinbjörnsson n'a d'autre choix que de trouver une voie qui lui garantira une sécurité financière ce qui exclut la musique. Cependant, il est encouragé dans sa voie pour devenir musicien quand il rend visite au compositeur norvégien Johan Svendsen en 1867. Sa carrière de compositeur débute avec la création de Ó, guð vors lands (Oh, Dieu du pays), un choral cérémoniel en mi bémol majeur pour les festivités accompagnant le millénaire islandais en 1874 en la présence du roi danois Christian IX.
Sveinbjörnsson passe la plus grande partie de sa carrière à l'étranger. Il enseigne le piano à Édimbourg entre 1873 et 1919. Il épouse Eleanor Christie, une écossaise, le 23 Avril 1880 dont il aura deux enfants, þórður et Helen. Ils s'établissent au Canada en 1919, mais reviennent en Islande entre 1922 et 1924.

## Œuvres

### Musique pour piano seul
- Idyl (Idylle) en la bémol majeur
- Víkivaki en si mineur

### Musique de chambre
- Trio pour violon, violoncelle et piano en la mineur en 4 mouvements
- Trio pour violon, violoncelle et piano en mi mineur en 4 mouvements
- Sonate pour violon et piano en fa majeur en 3 mouvements
- Rêverie pour flûte, violoncelle et harpe